# قطعنامه ۱۵۴۰ شورای امنیت
قطعنامه ۱۵۴۰ شورای امنیت سازمان ملل متحد که در تاریخ ۲۸ آوریل ۲۰۰۴ تصویب شد، سندی بین‌المللی دربارهٔ عدم گسترش سلاح‌های کشتار جمعی است. این قطعنامه طی نشست ۴۹۵۶ام با ۱۵ رای موافق، ۰ مخالف و ۰ ممتنع تصویب شد.